# Santo Ângelo (gemeente)
Santo Ângelo is een gemeente in de Braziliaanse deelstaat Rio Grande do Sul. De gemeente telt 75.627 inwoners (schatting 2009).

## Aangrenzende gemeenten
De gemeente grenst aan Catuípe, Entre-Ijuís, Giruá, Guarani das Missões, Sete de Setembro en Vitória das Missões.